# ديف إيوينغ (لاعب كرة قدم)
ديف إيوينغ (بالإنجليزية: Dave Ewing)‏ هو لاعب كرة قدم بريطاني (وحمل سابقاً جنسية المملكة المتحدة لبريطانيا العظمى وأيرلندا) في مركز الظهير، ولد في يونيو 1881 في المملكة المتحدة، وتوفي في 1926 في المملكة المتحدة. لعب مع كوينز بارك رينجرز ونادي برينتفورد ونادي تشيسترفيلد ونادي ووركينغتون ونيوبورت كونتي وهدرسفيلد تاون ووركشوب تاون ‏ وCastleford Town F.C. ‏.